# (704) Interamnia
(704) Interamnia ist ein Asteroid des äußeren Hauptgürtels, der am 2. Oktober 1910 vom italienischen Astronomen Vincenzo Cerulli an seiner Privatsternwarte in Teramo bei einer Helligkeit von 8,5 mag entdeckt wurde. (704) Interamnia ist der fünftgrößte Himmelskörper im Asteroidengürtel.
Der Asteroid wurde benannt mit dem antiken Namen der Stadt Teramo, in der der Entdecker geboren und dieser Asteroid entdeckt wurde. Cerulli hatte 1890 ein privates Observatorium erbaut mit einem 40-cm-Cooke-Teleskop, das er als Osservatorio Astronomico di Collurania-Teramo der italienischen Nation überließ. Er studierte den Kleinplaneten (433) Eros bei seiner Opposition im Jahr 1900 ausführlich. Der Name Interamnia wurde manchmal fälschlicherweise als der alte Name von Terni in Umbrien, Italien, interpretiert. Der antike Name von Terni ist jedoch Interamna.

## Wissenschaftliche Auswertung
Mit Daten radiometrischer Beobachtungen im Infraroten am Mauna-Kea-Observatorium auf Hawaiʻi vom September 1974 und am Cerro Tololo Inter-American Observatory in Chile von 1974 wurden für (704) Interamnia erstmals Werte für den Durchmesser und die Albedo von 335 und 347 km bzw. 0,03 und 0,04 bestimmt. Radarastronomische Untersuchungen am Arecibo-Observatorium vom 9. bis 19. Oktober 2001 bei 2,38 GHz ergaben einen effektiven Durchmesser von 312 ± 33 km. Aus Ergebnissen der IRAS Minor Planet Survey (IMPS) wurden 1992 Angaben zu Durchmesser und Albedo für zahlreiche Asteroiden abgeleitet, darunter auch (704) Interamnia, für die damals Werte von 316,6 km bzw. 0,07 erhalten wurden. Eine Auswertung von Beobachtungen durch das Projekt NEOWISE im nahen Infrarot führte 2011 zu vorläufigen Werten für den Durchmesser und die Albedo im sichtbaren Bereich von 312,0 km bzw. 0,08. Nach neuen Messungen mit NEOWISE wurden die Werte 2014 mit 306,3 oder 308,3 km bzw. 0,08 angegeben. Thermophysikalische Modellierungen des Asteroiden, die auf neuen Beobachtungen am 18. Januar 2014 mit dem Subaru-Teleskop am Mauna-Kea-Observatorium im mittleren Infrarot beruhen, aber auch archivierte Daten von IRAS, WISE/NEOWISE und AKARI miteinbezogen, ergaben in einer Untersuchung von 2023 einen effektiven Durchmesser von 339 ± 12 km und eine Albedo von 0,05.
Eine spektroskopische Untersuchung von 820 Asteroiden zwischen November 1996 und September 2001 am La-Silla-Observatorium in Chile ergab für (704) Interamnia eine taxonomische Klassifizierung als B-Typ.
Bei Beobachtungen des Asteroiden im Mikrowellen-Bereich am 28. Juni 1984 mit den Radioteleskopen des Very Large Array in New Mexico bei 14,9 GHz konnte eine Flussdichte gemessen werden, die der Temperatur eines rotierenden schwarzen Körpers von etwa 190 K entsprach. In Verbindung mit Messungen der Flussdichte im mittleren Infrarot am 23. Januar 1982 durch das raketengetragene Far Infrared Sky Survey Experiment (FIRSSE) bei 20 µm Wellenlänge konnte abgeleitet werden, dass die Oberfläche von (704) Interamnia durch eine mindestens 3 cm dicke Schicht aus Staub charakterisiert ist.
Spektrophotometrische Beobachtungen am Observatorium des Sternberg-Instituts für Astronomie auf dem Pik Terskol in Russland am 13. September 2012 ergaben, dass die Oberflächenmaterie von (704) Interamnia eine Mischung aus kohligen Chondriten, hydratisierten Silicaten vom Serpentintyp und Fe3+-haltigen Oxiden und/oder Hydroxiden ist. Eine außerdem festgestellte Sublimationsaktivität bei hohen Oberflächentemperaturen in Sonnennähe deutet auf einen erheblichen Gehalt an Wassereis in ihrem Material hin. Die Sublimationsaktivität konnte auch durch neue Beobachtungen vom 23. Juni bis 17. November 2017 am gleichen Ort sowie am Krim-Observatorium und am Sanglok-Observatorium in Tadschikistan und dann wieder vom 17. März bis 10. April 2019 am Krim-Observatorium bestätigt werden.

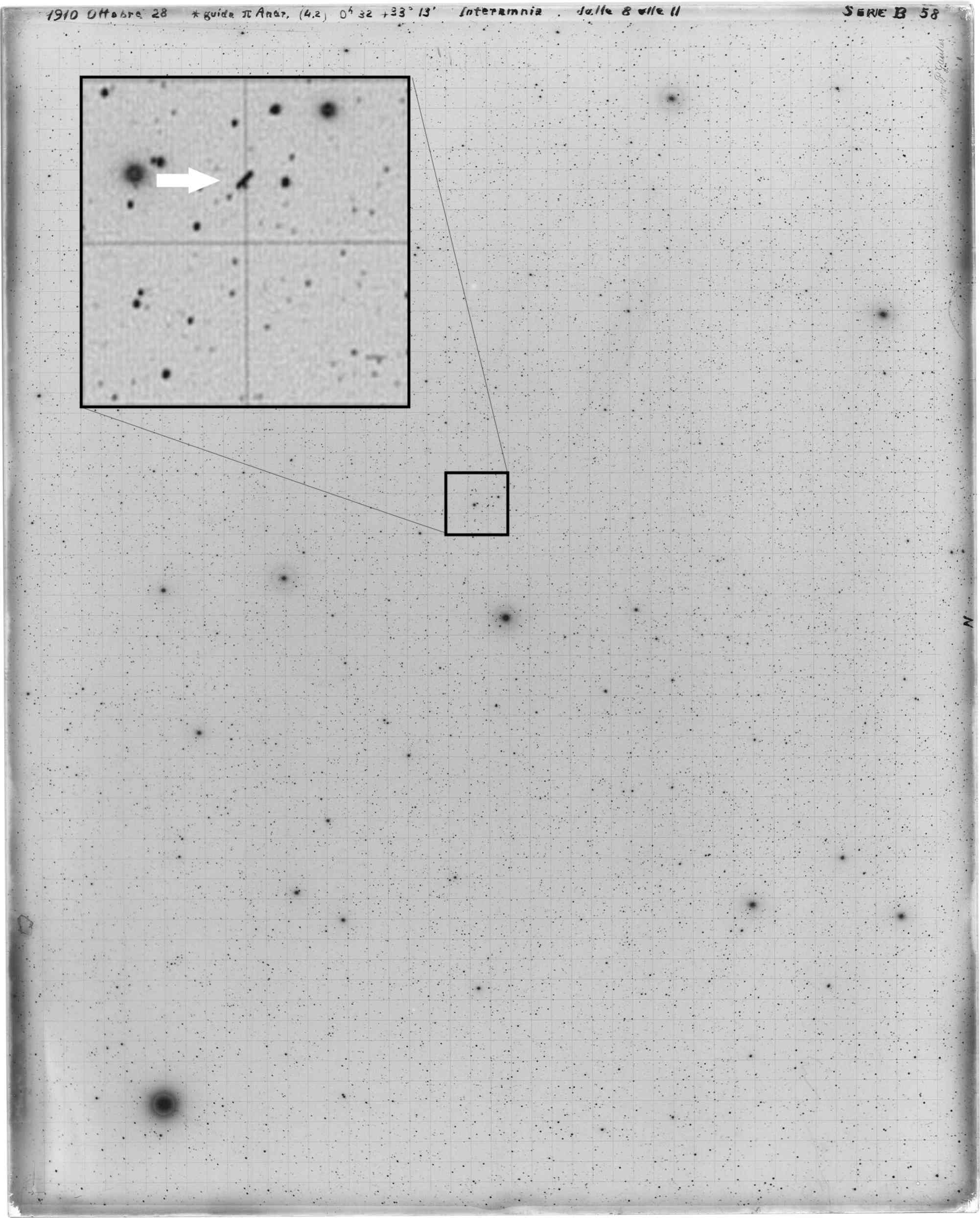
Fotografische Aufnahme vom 28. Oktober 1910 durch V. Cerulli, die die Bewegung von (704) Interamnia zeigt

Nachdem bereits kurz nach der Entdeckung die Veränderlichkeit der Helligkeit von (704) Interamnia vermutet, aber 1911 noch nicht sicher festgestellt werden konnte, fanden wieder photometrische Beobachtungen des Asteroiden am 23. November 1964 in China statt, wo allerdings aus der aufgezeichneten Lichtkurve noch keine Rotationsperiode bestimmt werden konnte. Daher erfolgten neue Beobachtungen des Asteroiden vom 16. August bis 8. September 1969 am Osservatorio Astronomico di Collurania-Teramo mit einem Photometer an demselben Teleskop, mit dem er einst entdeckt worden war. Aus den Messdaten ließ sich nun eine Periode von 8,714 h ableiten. Weitere Messungen erfolgten vom 27. bis 29. August 1974 am Observatoire de Haute-Provence (OHP) in Frankreich, aus denen eine Rotationsperiode von 8,727 h bestimmt wurde, und am 1. August 1990 am Charkiw-Observatorium in der Ukraine, wo die nur über einen Zeitraum von drei Stunden erfasste Lichtkurve nicht weiter ausgewertet werden konnte.
In den 1990er Jahren gab es mehrfach Untersuchungen, die aus den archivierten Lichtkurven Berechnungen mit unterschiedlichen Methoden zur Bestimmung von meist zwei alternativen Lösungen für die Position der Rotationsachse und der Achsenverhältnisse von dreiachsig-ellipsoidischen Gestaltmodellen durchführten. Mit weiteren photometrischen Beobachtungen am 21. und 23. März 1993 am Perth-Observatorium in Australien konnte noch eine verbesserte Bestimmung der Rotationsachse mit prograder Rotation und der Achsenverhältnisse erfolgen. Die Rotationsperiode wurde dabei zu 8,7273 h berechnet.
Im Jahr 2006 erfolgten in kurzem Abstand zwei Beobachtungen von (704) Interamnia mit adaptiven Optiksystem: Am 18. Juli 2006 mit dem Shane-Teleskop des Lick-Observatoriums in Kalifornien und am 16. August 2006 mit dem Keck-II-Teleskop des Mauna-Kea-Observatoriums. In beiden Fällen konnten Positionen für die Rotationsachse berechnet werden, die sich aber stark voneinander unterschieden. Auch die Abmessungen ellipsoidischer Modelle in drei Achsen konnten bestimmt werden.
Aus archivierten Lichtkurven aus den Jahren 1969 bis 2011 und den Beobachtungsergebnissen von zwei Sternbedeckungen durch (704) Interamnia am 17. Dezember 1996 und am 23. März 2003 konnte in einer Untersuchung von 2014 wieder ein dreiachsig-ellipsoidisches Gestaltmodell des Asteroiden berechnet werden. Dazu wurde eine Lösung für die Position der Rotationsachse, allerdings mit retrograder Rotation, und eine Periode von 8,7289 h bestimmt. Für die Abmessungen der drei Achsen ergaben sich Werte von (362 × 324 × 297) km, entsprechend einem mittleren Durchmesser von 327 ± 3 km.
Neue photometrische Beobachtungen des Asteroiden erfolgten dann noch einmal vom 16. bis 22. Juli 2017 an der Palmer Divide Station des Center for Solar System Studies in Colorado, wo eine Rotationsperiode von 8,716 h erhalten wurde, sowie am 2. Dezember 2018 und vom 15. bis 31. Januar 2019 mit den ferngesteuerten Teleskopen TRAPPIST-North am Oukaïmeden-Observatorium in Marokko und TRAPPIST-South am La-Silla-Observatorium in Chile. Aus der Lichtkurve wurde hier eine Rotationsperiode von 8,7116 h bestimmt.
Abschätzungen von Masse und Dichte für (704) Interamnia aufgrund von gravitativen Beeinflussungen auf Testkörper hatten in einer Untersuchung von 2012 eine Masse von etwa 32,8·1018 kg ergeben, was mit einem angenommenen Durchmesser von etwa 317 km zu einer Dichte von 1,96 g/cm³ führte bei keiner Porosität. Diese Werte besitzen eine Unsicherheit im Bereich von ±14 %. Eine weitere Untersuchung von 2017 bestimmte die Masse des Asteroiden zu etwa 43,7·1018 kg mit einer Unsicherheit von ±5 %. Ein umfangreiches Programm der Europäischen Südsternwarte (ESO) zielte darauf ab, die 3D-Form und damit die Dichte von großen Hauptgürtel-Asteroiden zu ermitteln, um ihre Entstehung und Entwicklung besser zu belegen. Es wurden dazu mit dem adaptiven Optikinstrument SPHERE des Very Large Telescope (VLT) am Paranal-Observatorium in Chile hochauflösende Bilder von 42 großen (D > 100 km) Hauptgürtel-Asteroiden aufgenommen, darunter auch (704) Interamnia.
In einer Untersuchung von 2020 wurden mit diesen Aufnahmen aus dem Zeitraum Juli 2017 bis Januar 2019 in Verbindung mit Auswertungen der Beobachtungen von vier Sternbedeckungen durch den Asteroiden vom 17. Dezember 1996, 23. März 2003 (siehe oben), 9. September 2007 und 12. November 2012 sowie archivierten photometrischen Daten von 1964–2019 und zusätzlichen Daten des Projekts All-Sky Automated Survey for Supernovae (ASAS-SN) und der Raumsonde Gaia erstmals dreidimensionale Gestaltmodelle mit zwei verschiedenen Methoden berechnet, nämlich mit konvexer Inversion und auch mit dem neuen Algorithmus All-Data Asteroid Modeling (ADAM). Dazu wurde eine eindeutige Rotationsachse mit prograder Rotation und eine Periode von 8,71234 h bestimmt. Die gefundene Form ist nahezu ellipsoidisch mit fast gleichen Äquatorialabmessungen und nur leicht abgeflacht mit Abmessungen von (362 × 348 × 310) km, entsprechend einem mittleren Durchmesser von 332 ± 6 km. Die Form von (704) Interamnia scheint somit im hydrostatischen Gleichgewicht zu sein, denn die Oberfläche scheint auch relativ glatt zu sein mit nur wenigen Becken oder Vertiefungen. In dieser Hinsicht erscheint der Asteroid sehr ähnlich zu (10) Hygiea und (1) Ceres.
Die aus einer Abschätzung der Masse resultierende geringe mittlere Dichte von etwa 2 g/cm³ deutet auf einen hohen Wasseranteil im Untergrund hin. Dies wäre eine natürliche Erklärung für das Fehlen deutlich erkennbarer Krater, die größer als einige Dutzend Kilometer sind, sowie für die ellipsoidisch-regelmäßige Form. Denn es wurden nur zwei große Vertiefungen auf der Oberfläche beobachtet und darüber hinaus einige bergähnliche Merkmale. Das auffälligste davon liegt sehr nahe am Nordpol und könnte ein Zentralberg eines 150–200 km großen Kraterbeckens sein.
Neben den hochaufgelösten Bildern des Asteroiden konnten in der finalen Auswertung 2022 unter anderem noch folgende Daten erfasst werden:
- Mittlerer Durchmesser 332 ± 5 km
- Abmessungen in drei Achsen (354 × 343 × 303) km
- Masse 35,2·1018 kg
- Dichte 1,84 g/cm³
- Albedo 0,07
- Rotationsperiode 8,71234 h
- Position der Rotationsachse mit prograder Rotation